# Hersha Parady
Hersha Parady, född 25 maj 1945 i Berea i Cuyahoga County, Ohio, död 23 augusti 2023 i Norfolk, Virginia, var en amerikansk skådespelare. Parady är mest känd för rollen som Alice Garvey i TV-serien Lilla huset på prärien, men medverkade först i serien som Eliza Ingalls.

## Filmografi i urval
- 1972 – Mannix (TV-serie)
- 1974 – Lilla huset på prärien (TV-serie)
- 1975 – Familjen Walton (TV-serie)
- 1977–1980 – Lilla huset på prärien (TV-serie)
- 1978 – CBS Afternoon Playhouse (TV-serie)
- 1979 – The Little House Years (TV-film)
- 1984 – Courage
- 1986 – Hyper Sapien: People from Another Star
- 1995 – The Break
- 1996 – Second Noah (TV-serie)
- 1997–1998 – Kenan & Kel (TV-serie)